# Madame Castro (album)
Madame Castro – ósmy album zespołu Püdelsi, wydany w roku 2008 przez wydawnictwo Agora.
Madame Castro to druga po albumie Zen płyta nagrana przez zespół z nowym wokalistą, Szymonem Goldbergiem. Album promowała piosenka „Miasto brzydnie”. Autorem tekstu piosenki „Gdyby ryby” jest nieżyjący już prof. Wiktor Zin. Do płyty dołączona jest książeczka zawierająca wywiady z zespołem.

## Spis utworów
Na podstawie materiału źródłowego:
| Nr  | Tytuł utworu                                    | Długość |
| --- | ----------------------------------------------- | ------- |
| 1.  | „Madame Castro”                                 | 3:21    |
| 2.  | „Miasto brzydnie”                               | 3:23    |
| 3.  | „Mijamy się jak co dnia”                        | 3:31    |
| 4.  | „Maj 2007”                                      | 2:48    |
| 5.  | „Hiszpański temperament”                        | 3:23    |
| 6.  | „Gdyby ryby”                                    | 3:56    |
| 7.  | „Zimne kobiety”                                 | 3:51    |
| 8.  | „DNA prawda to czy fałsz”                       | 3:34    |
| 9.  | „Ciągle nam czegoś brak”                        | 2:58    |
| 10. | „Wolny kraj”                                    | 3:55    |
| 11. | „Będzie dobrze nam”                             | 3:47    |
| 12. | „Dziewczyny z podwórka, chłopaki z mojej ulicy” | 3:24    |
|     |                                                 | 41:51   |

## Muzycy
źródło:.
- Andrzej Bieniasz – gitara
- Franz Dreadhunter – gitara basowa
- Szymon Goldberg – wokal
- Dario Litwińczuk – gitara
- Marek Motylski – perkusja
- Bartosz Bętkowski – flet, saksofon
- Jarema Pogwizd – instrumenty klawiszowe